# Conistra pallidior
Conistra pallidior är en fjärilsart som beskrevs av W. Warren 1911. Conistra pallidior ingår i släktet Conistra och familjen nattflyn. Inga underarter finns listade i Catalogue of Life.